# Persone di nome Margherita/Nobili
| Questa pagina contiene informazioni ricavate automaticamente dalle voci biografiche con l'ausilio del template Bio e di un bot. L'aggiornamento è periodico e automatico e ricostruisce completamente la pagina. Se manca una persona in questa lista, sei pregato di non aggiungerla, ma accertati piuttosto che la sua voce biografica contenga il template Bio e che i dati anagrafici siano correttamente compilati. Se il template Bio manca, inseriscilo tu stesso o, in alternativa, metti l'avviso {{tmp\|Bio}} che ne segnala la mancanza. Se i dati riportati sono sbagliati, correggi direttamente la voce biografica; le modifiche saranno visibili in questa lista entro pochi giorni. Per chiarimenti vedi il progetto biografie. La lista contiene solo le 58 persone che sono citate nell'enciclopedia e per le quali è stato implementato correttamente il template Bio. Pagina aggiornata al 8 giu 2024. |

Questa è una lista di persone presenti nell'enciclopedia che hanno il prenome Margherita e sono nobili.

## A(1)
- Margherita Aldobrandeschi, nobile italiana (Sovana)

## B(2)
- Margherita di Babenberg, nobile austriaca (Krumau am Kamp, † 1266)
- Margherita di Borbone-Clermont, nobile francese (n. 1344 - † 1416)

## D(16)
- Margherita d'Angiò, nobile (Pont-à-Mousson, n. 1430 - Dampierre-sur-Loire, † 1482)
- Margherita d'Asburgo, nobile (Bruxelles, n. 1480 - Malines, † 1530)
- Margherita d'Asburgo, nobile austriaca (Vienna, n. 1346 - Brno, † 1366)
- Margherita d'Asburgo, nobile (Vienna, n. 1395 - Burghausen, † 1447)
- Margherita d'Asburgo, nobile (n. 1567 - † 1633)
- Margherita Clementina d'Asburgo-Lorena, nobile austriaca (Alcsút, n. 1870 - Ratisbona, † 1955)
- Margherita d'Este, nobile italiana (Modena, n. 1618 - Mantova, † 1692)
- Margherita d'Este, nobile italiano (Ferrara, n. 1411 - Ferrara, † 1476)
- Margherita Luisa d'Orléans, nobile francese (Blois, n. 1645 - Parigi, † 1721)
- Margherita de' Medici, duchessa (Firenze, n. 1612 - Parma, † 1679)
- Margherita di Borbone-Clermont, duchessa (n. 1438 - Pont-d'Ain, † 1483)
- Margherita di Borbone-Parma, nobile italiana (Lucca, n. 1847 - Viareggio, † 1893)
- Margherita di Francia, nobile francese († 1271)
- Margherita II di Hainaut, contessa (n. 1311 - Quesnoy, † 1356)
- Margherita di Scozia, nobile scozzese (Windsor, n. 1260 - Tønsberg, † 1283)
- Margherita di Tirolo-Gorizia, contessa (Castel Tirolo, n. 1318 - Vienna, † 1369)

## F(2)
- Margherita Farnese, nobile italiano (Parma, n. 1567 - Piacenza, † 1643)
- Margherita Maria Farnese, nobile italiana (Parma, n. 1664 - Colorno, † 1718)

## G(3)
- Margherita Gonzaga, nobile (Mantova, n. 1418 - Governolo, † 1439)
- Margherita Gonzaga, duchessa italiana (Roma, n. 1562 - Guastalla, † 1628)
- Margherita Gonzaga, nobile italiana (Mantova)

## M(26)
- Margherita Elisabetta di Leiningen-Westerburg, nobile tedesca (Runkel, n. 1604 - Weida, † 1667)
- Margherita Gonzaga, nobile italiana (Mantova, n. 1564 - Mantova, † 1618)
- Margherita I di Borgogna, contessa (n. 1309 - Parigi, † 1382)
- Margherita I di Fiandra, contessa (n. 1145 - Male, † 1194)
- Margherita II di Fiandra, nobile fiamminga (Valenciennes, n. 1202 - Gand, † 1280)
- Margherita III di Fiandra, contessa (Maldegem, n. 1350 - Arras, † 1405)
- Margherita Sambiria, nobile danese (Pomerania, n. 1230 - Rostock, † 1282)
- Margherita d'Armagnac, nobile francese (Lectoure - Saint-Bertrand-de-Comminges)
- Margherita d'Austria, nobile austriaca (Innsbruck, n. 1416 - Altenburg, † 1486)
- Margherita del Monferrato, nobile (Casale, n. 1360 - Morella, † 1420)
- Margherita di Beaujeu, nobile (n. 1346 - Pinerolo, † 1402)
- Margherita di Berg-Windeck, nobile
- Margherita di Blois, nobile (n. 1170 - Besançon, † 1230)
- Margherita di Brabante, nobile belga (n. 1276 - Genova, † 1311)
- Margherita di Brabante, contessa di Fiandra, contessa (n. 1323 - Château-Regnault, † 1380)
- Margherita di Brieg, duchessa (L'Aia, † 1386)
- Margherita di Foix, nobile francese (Clisson, † 1486)
- Margherita di Foix-Candale, nobile (Foix, n. 1473 - Castres, † 1536)
- Margherita di Henneberg, contessa (Loosduinen, † 1277)
- Margherita di Huntingdon, nobile scozzese († 1201)
- Margherita di Huntingdon, nobile scozzese (n. 1194)
- Margherita di Montcada, nobile francese
- Margherita di Prades, nobile (Riudoms)
- Margherita di Valois, nobile francese (n. 1295 - † 1342)
- Margherita Malatesta, nobile italiana (n. 1370 - Mantova, † 1399)
- Margherita Maloselli Cantelmo, nobile italiana (Ferrara, n. 1474 - Mantova, † 1532)

## O(1)
- Margherita Orsini, nobile († 1339)

## P(2)
- Margherita Paleologa, marchese (Pontestura, n. 1510 - Casale Monferrato, † 1566)
- Margherita Pusterla, nobile italiana (Milano - † 1341)

## S(2)
- Margherita di Savoia, nobile (Torino, n. 1439 - Bruges, † 1483)
- Margherita di Savoia, duchessa (Torino, n. 1589 - Miranda de Ebro, † 1655)

## V(2)
- Margherita di Valois-Orléans, nobile francese (n. 1406 - † 1466)
- Margherita di Vendôme, nobile francese (n. 1516 - La Chapelle-d'Angillon, † 1559)

## Y(1)
- Margherita di York, nobile inglese (Castello di Fotheringhay, n. 1446 - Malines, † 1503)